# Kemlas
Kemlas ist ein Gemeindeteil der Gemeinde Issigau im Landkreis Hof (Oberfranken, Bayern). Die Gemarkung Kemlas hat eine Fläche von 2,298 km². Sie ist in 233 Flurstücke aufgeteilt, die eine durchschnittliche Flurstücksfläche von 9862,52 m² haben. Die Einöden Oberkemlas und Unterer Kemlas zählen zum Gemeindeteil Kemlas.

## Geografie
Die Dorf besteht aus einer Hauptsiedlung und sieben weiteren Siedlungen im Umkreis von einem Kilometer verstreut. Einige Anwesen liegen an der Kreisstraße HO 8, die nach Unterwolfstein (2,3 km westlich) bzw. nach Eisenbühl verläuft (1,4 km östlich). Eine Gemeindeverbindungsstraße führt nach Issigau (2,4 km südlich). Der Zottelbach bildet die nordöstliche Gemarkungsgrenze. Der thüringische Ort Blankenberg liegt rechts der Saale, ist jedoch über Verkehrswege nicht direkt erreichbar.

## Geschichte
Nach Kretschmann gab es die Bergwerke „Geduld“ und „Reicher Segen Gottes“ mit dem Abbau von Eisen, Kupfer. In Letzterem wurde auch Schwefelkies abgebaut. Oberhalb des Ortes gibt es Hinweise auf eine Wüstung namens „Perücke“. Der Ort gehörte anfangs den Herren von Blanckenberg. 1442 verkaufte Hans von Blankenberg zu Harra seine Ansprüche an die Herren von Reitzenstein. 1464 wurde der Ort verwüstet. 1679 bestand Kemlas aus acht Höfen und einer Mühle. Später wurde Kemlas zum Rittergut erhoben.
Gegen Ende des 18. Jahrhunderts bestand Kemlas aus 17 Anwesen (7 Güter, 8 Gütlein, 1 Haus, 1 Tropfhaus). Die Hochgerichtsbarkeit und die Dorf- und Gemeindeherrschaft hatte das bayreuthischen Stadtvogteiamt Hof. Das Rittergut Kemlas war Grundherr sämtlicher Anwesen.
Von 1797 bis 1810 unterstand Kemlas dem Justiz- und Kammeramt Hof. Infolge des Ersten Gemeindeedikts wurde Kemlas dem 1812 gebildeten Steuerdistrikt Issigau zugewiesen. Zugleich entstand die Ruralgemeinde Kemlas. Sie war in Verwaltung und Gerichtsbarkeit dem Landgericht Naila zugeordnet und in der Finanzverwaltung dem Rentamt Lichtenberg (1919 in Finanzamt Lichtenberg umbenannt, seit 1955 Finanzamt Naila). Ab 1862 gehörte Kemlas zum Bezirksamt Naila (1939 in Landkreis Naila umbenannt). Die Gerichtsbarkeit blieb beim Landgericht Naila (1879 in Amtsgericht Naila umgewandelt). 1964 hatte die Gemeinde eine Gebietsfläche von 2,296 km². Im Zuge der Gebietsreform in Bayern wurde die Gemeinde Kemlas am 1. Januar 1975 nach Issigau eingemeindet.

### Bodendenkmal
- Burgstall Blankeneck[14]

### Einwohnerentwicklung
| Jahr      | 1799   | 1819   | 1840   | 1852   | 1855   | 1861   | 1867   | 1871   | 1875   | 1880   | 1885   | 1890   | 1895   | 1900   | 1905   | 1910   | 1919   | 1925   | 1933   | 1939   | 1946   | 1950   | 1952   | 1961   | 1970   | 1987  |
| Einwohner | 73     | 85     | 123    | 152    | 151    | 146    | 133    | 161    | 151    | 150    | 162    | 149    | 129    | 147    | 139    | 152    | 141    | 141    | 158    | 147    | 205    | 191    | 178    | 138    | 131    | 109   |
| Häuser    | 15     |        |        |        |        |        |        | 24     |        |        | 22     | 22     |        | 23     |        |        |        | 22     |        |        |        | 30     |        | 31     |        | 34    |
| Quelle    | [ 16 ] | [ 10 ] | [ 17 ] | [ 17 ] | [ 17 ] | [ 18 ] | [ 19 ] | [ 20 ] | [ 21 ] | [ 22 ] | [ 23 ] | [ 24 ] | [ 17 ] | [ 25 ] | [ 17 ] | [ 26 ] | [ 17 ] | [ 27 ] | [ 17 ] | [ 17 ] | [ 17 ] | [ 28 ] | [ 17 ] | [ 11 ] | [ 29 ] | [ 2 ] |

## Religion
Kemlas ist seit der Reformation evangelisch-lutherisch geprägt und war ursprünglich nach St. Jakobus (Berg) gepfarrt, seit den 1870er Jahren ist die Pfarrei St. Simon und Judas (Issigau) zuständig.